# Єремієвка (Казахстан)
Єремі́євка (каз. Еремеев) — село у складі району Магжана Жумабаєва Північноказахстанської області Казахстану. Входить до складу Ногайбайбійського сільського округу.
Населення — 155 осіб (2021; 218 у 2009, 270 у 1999, 295 у 1989).
Національний склад станом на 1989 рік:
- росіяни — 74 %.